# أندرو براكمان
أندرو براكمان (بالإنجليزية: Andrew Brackman)‏ هو لاعب كرة قاعدة أمريكي، ولد في 4 ديسمبر 1985 في سينسيناتي في الولايات المتحدة.

## وصلات خارجية
- أندرو براكمان على موقع دوري كرة القاعدة الرئيسي (الإنجليزية)
- أندرو براكمان على موقعبيزبول رفرنس.كوم (الدوري الرئيسي) (الإنجليزية)
- أندرو براكمان على موقعبيزبول رفرنس.كوم (الدوري الثانوي) (الإنجليزية)
- أندرو براكمان على موقع إي إس بي إن.كوم (أم.أل.بي) (الإنجليزية)
- أندرو براكمان على موقع مشجعي الرسوم البيانية (الإنجليزية)
- أندرو براكمان على موقع كلية كرة السلة في سبورتس رفرنس.كوم (الإنجليزية)
- أندرو براكمان على موقع ريلجم (الإنجليزية)